# Tsst !
Tsst !  est le septième épisode de la dixième saison de la série animée South Park, ainsi que le 146e épisode de l'émission.

## Synopsis
Cartman se trouve avec sa mère chez le conseiller de l'école M. Mackey, pour avoir poussé le jeune Billy Turner à se mutiler après que celui-ci s'est moqué de son poids. Liane Cartman réalise qu'elle n'est plus capable de contrôler le comportement de son fils et s'effondre en sanglot. Eric la réconforte alors en lui chantant une chanson. M. Mackey constatant la relation anormale entre la mère et son fils (c'est celui-ci qui dirige tout), conseille à Liane de faire appel à un expert. Elle commence par demander de l'aide à l'émission de télé-réalité Nanny 911, qui lui envoie Nanny Stella.
Elle tente de calmer Eric en le punissant, mais voyant qu'Eric ne respecte pas la punition (il lui crache dans la bouche), elle décide de jouer sur le plan psychologique. Ayant pris l'habitude d'avoir affaire à des enfants aisément manipulables sur le plan psychologique et mental, Nanny Stella est loin de se douter à qui elle a affaire. Cartman étant un enfant intelligent et doté d'une capacité à manipuler les gens très efficace, il parvient à retourner ses arguments contre elle et à la faire craquer. La mère d'Eric fait alors appel à une autre émission Super Nanny qui lui envoie Nanny Jo. Trois jours plus tard, elle finit à l'asile mangeant ses propres excréments en criant « C'est le diable !!! »
En désespoir de cause, Mme Cartman décide de faire appel à César Millán, un dresseur de chiens pour l'émission Dog Whisperer. Millán évalue Cartman comme dominant, agressif et obèse. Il va apprendre à sa mère à lui montrer qui commande dans la maison. Millán lui montre que les chiens se mordillent souvent le cou pour établir leur domination, et que cela fonctionne aussi très bien avec les enfants. Il utilise deux doigts pour pincer Cartman dans le cou.
Au bout d'un moment, Eric Cartman n'en peut plus et décide de quitter la maison. Mais il se fait rejeter par tous ses amis qui ne veulent pas l'héberger et finit par retourner chez lui. Mais cette fois Cartman est bien décidé à ne plus se laisser faire. Il tente de tuer sa mère mais le dressage a fait son effet, il n'est pas capable d'aller jusqu'au bout. Il devient un petit garçon modèle. Mais pendant ce temps la mère de Cartman, tombée amoureuse du Dog Whisperer, se fait éconduire par celui-ci, son travail étant terminé. Elle fait alors elle-même retomber Eric dans son ancien schéma comportemental, pour ne pas être seule. La musique finale est "The Altar", composé par Jerry Goldsmith pour le film La Malédiction.